# L’Île-Perrot
L’Île-Perrot – miasto w Kanadzie, w prowincji Quebec, w regionie Montérégie i MRC Vaudreuil-Soulanges. Znajduje się na wyspie Perrot, która leży w archipelagu Archipel d’Hochelaga. W celu uniknięcia pomyłki z pobliskim miastem Notre-Dame-de-l’Île-Perrot miejscowa ludność używa zazwyczaj określenia „Ville de L’Île-Perrot” (skracanego do V.I.P.), czyli miasto L’Île-Perrot.
Liczba mieszkańców L’Île-Perrot wynosi 9 927. Język francuski jest językiem ojczystym dla 75,0%, angielski dla 16,6% mieszkańców (2006).